# Preigney
Preigney is een gemeente in het Franse departement Haute-Saône (regio Bourgogne-Franche-Comté) en telt 118 inwoners (2011). De plaats maakt deel uit van het arrondissement Vesoul.
Preigney is een klein dorpje in de Haute Saône. De economie draait voornamelijk op de houtkap van het achtergelegen dominiale bos. Daarnaast leeft een deel van de landbouw en het toerisme (Camping du Lac).

## Geografie
De oppervlakte van Preigney bedraagt 12,9 km², de bevolkingsdichtheid is 9,1 inwoners per km².
De onderstaande kaart toont de ligging van Preigney met de belangrijkste infrastructuur en aangrenzende gemeenten.

## Demografie
Onderstaande figuur toont het verloop van het inwonertal (bron: INSEE-tellingen).